# Isotima annulata
Isotima annulata är en stekelart som beskrevs av Jonathan 1980. Isotima annulata ingår i släktet Isotima och familjen brokparasitsteklar. Inga underarter finns listade i Catalogue of Life.